# Шувалова Ірина Леонідівна
Шува́лова Іри́на Леоні́дівна (13 березня 1986, Київ) — українська поетеса, перекладачка.

## Життєпис
Народилася в місті Києві 13 березня 1986 року.
2008 року з відзнакою закінчила філософський факультет Київського національного університету ім. Тараса Шевченка.
Здобула другу вищу освіту за спеціальністю «переклад» у Київському інституті перекладачів при НАН України (випуск 2012 року), захистивши дипломну роботу за перекладами поезії Теда Г'юза.
2013 року Ірина Шувалова стала стипендіаткою програми Фулбрайт і вирушила на навчання до США, де 2014 року здобула ступінь магістра з порівняльного літературознавства у Дартмутському коледжі.
З осені 2016 року розпочинає навчання в аспірантурі Кембриджського університету за напрямком «славістика» як стипендіатка програми Ґейтс Кембридж.
В Кембриджі Шувалова викладає курс української мови на факультеті славістики.

## Творча діяльність

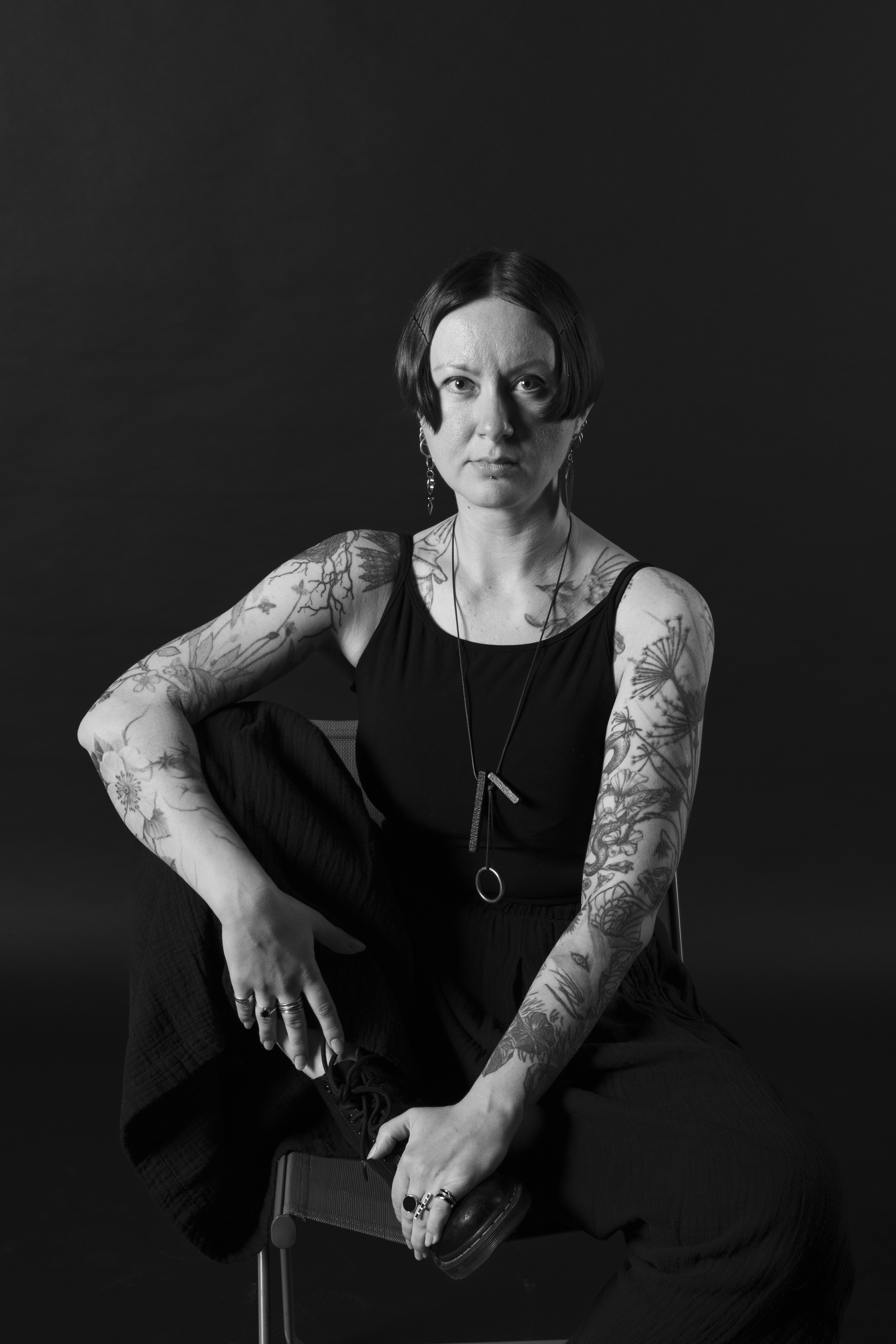
Ірина Шувалова для фотосесії журналу Craft Magazine (вересень 2024 року)

Ірина Шувалова є авторкою низки поетичних збірок:
- «Ран» (Київ: Смолоскип, 2011),
- «Ос» (Київ: Смолоскип, 2014),
- «Аз» (Київ: Електрокнига, 2014),
- «каміньсадліс» (Львів: Видавництво Старого Лева, 2020)[2]
- Кінечні пісні (Львів: Видавництво Старого Лева, 2024)[3]

Її вірші широко друкувалися в українській періодиці. Їх перекладено вісьмома мовами: англійською, болгарською, грецькою, німецькою, польською, російською, французькою та чеською.
Перекладні добірки її поезій виходили друком у журналах Modern Poetry in Translation (2017), The Wolf (2017), Podium Literatur (2016), Plav. Měsíčník pro světovou literaturu (2014), Radar (2010), International Poetry Review. Special Issue: Twenty-Five Years of Ukrainian Poetry: (1985—2010): New Voices with a Freedom to Create (див. «Ukrainian Poetry in Translation», «Bilingual Ukrainian issue of International Poetry Review») (2010) та Catch-Up (2011). Крім того, її твори входили до складу антологій AU/UA: Contemporary Poetry of Ukraine and Australia (2011), Нова украинска поезия (2012) та Clarinettes solaires: Anthologie de la poésie ukrainienne (2013).
Також публіцистичні дописи поетеси з'являлися на сторінках часопису «Критика» та на блоґу ресурсу Poetry International.

## Нагороди, відзнаки
Творчість Ірини Шувалової відзначено численними преміями та нагородами, зокрема:
- «Смолоскип» (2009 — заохочувальна премія за поетичну збірку «Анатоми», 2010 — перша премія за книгу віршів «Ран»)
- українсько-німецька премія Олеся Гончара за книгу «Ран» (2011)
- стипендіатка Summer Literary Seminars Unified Literary Contest (2011)
- премія «Благовіст» за найкращу дебютну книгу поезій «Ран» (2012)
- премія «Метафора» за поетичний переклад (2012)
- володарка перекладацької премії The Joseph Brodsky/Stephen Spender Prize (2012, second prize)
- стипендіатка резиденції Ventspils Writers' and Translators' House (м. Вентспілс, Латвія, 2013)
- стипендіатка резиденції Ionion Center for the Arts and Culture (о. Кефалонія, Греція, 2013)
- володарка ґранту Foundation for Development of Ukraine («i3» program, 2013)
- поетичний конкурс Dictum (2013, друга премія)
- стипендіатка резиденції Hawthornden Castle International Retreat for Writers (с. Лассвейд, Шотландія, 2015)